# 스칸디나비아의 마천루 목록
스칸디나비아의 마천루 목록은 높이, 건축 상단(즉, 가장 낮고 중요하며 야외 수준에서 측정 한 높이)을 기준으로 최소 100 m (328 ft) 높이의 덴마크, 노르웨이 및 스웨덴의 마천루다. 첨탑을 포함하여 건물 상단의 보행자 출입구)다.

## 완공된 마천루
| 순위 | 이름                     | 도시                    | 나라     | 높이           | 층수 | 연도        | 비고                                   |
| ---- | ------------------------ | ----------------------- | -------- | -------------- | ---- | ----------- | -------------------------------------- |
| 1    | 터닝 토르소              | 말뫼                    | 스웨덴   | 190 m (623 ft) | 57   | 2005        | 2005년 엠포리스 스카이스크래퍼 상 수상 |
| 2    | 노라 토르넨              | 스톡홀름                | 스웨덴   | 125 m (410 ft) | 36   | 2018        | 이스트 빌딩                            |
| 3    | 암프시게후셋아이헤르레프 | 코펜하겐 허레브         | 덴마크   | 120 m (394 ft) | 25   | 1976        | 가장 높은 호텔                         |
| 4    | 키스타 톤                | 스톡홀름                | 스웨덴   | 120 m (394 ft) | 40   | 2015        | 스톡홀름에서 가장 높은 아파트          |
| 5    | 웁살라 대성당            | 웁살라                  | 스웨덴   | 119 m (390 ft) |      | 1435 (1893) |                                        |
| 6    | 스칸틱 빅토리아 타워     | 스톡홀름                | 스웨덴   | 118 m (387 ft) | 33   | 2011        | 가장 높은 호텔                         |
| 7    | 키스타 사이언스 타워     | 스톡홀름                | 스웨덴   | 117 m (384 ft) | 30   | 2003        | 가장 높은 오피스 빌딩                  |
| 8    | 오슬로 플라자            | 오슬로                  | 노르웨이 | 117 m (384 ft) | 37   | 1989        |                                        |
| 9    | 클라라 교회              | 스톡홀름                | 스웨덴   | 116 m (381 ft) |      |             |                                        |
| 10   | 포스트지로바이그겟       | 오슬로                  | 노르웨이 | 110 m (361 ft) | 26   | 1975        | 2003년 80m에서 110m로 확장             |
| 11   | 린 셰핑 성당             | 린셰핑                  | 스웨덴   | 106 m (348 ft) |      | 1120년경    | 현재 높이 1886년 기준                  |
| 12   | 크리스찬스보그           | 코펜하겐                | 덴마크   | 106 m (348 ft) |      | 1928        |                                        |
| 13   | 스톡홀름 스타슈          | 스톡홀름                | 스웨덴   | 106 m (348 ft) |      | 1923        |                                        |
| 14   | 라드호스타넷             | 코펜하겐                | 덴마크   | 106 m (348 ft) |      | 1905        |                                        |
| 15   | 리가 성피터교회          | 말뫼                    | 스웨덴   | 105 m (344 ft) |      | 1319        |                                        |
| 16   | 도무스 비스타            | 코펜하겐 프레데릭스베르 | 덴마크   | 102 m (335 ft) | 30   | 1969        |                                        |
| 17   | 고티아 이스트 타워       | 예테보리                | 스웨덴   | 100 m (328 ft) | 30   | 2014        |                                        |
| 18   | 보어스 태른              | 코펜하겐                | 덴마크   | 100 m (328 ft) | 29   | 2017        |                                        |
| 19   | 니다로스도멘             | 트론헤임                | 노르웨이 | 100 m (328 ft) |      | 1070        | [ 2 ]                                  |

## 승인 또는 공사중인 마천루
| 이름                         | 도시     | 나라     | 높이             | 층수 | 연도 | 비고                          |
| ---------------------------- | -------- | -------- | ---------------- | ---- | ---- | ----------------------------- |
| 베스트셀러 타워              | 브랜디   | 덴마크   | 320 m (1,050 ft) | ?    | 2023 | 새로운 지구와 마천루          |
| HC 안데르센 어드벤처 타워    | 코펜하겐 | 덴마크   | 280 m (919 ft)   | ?    | 2027 | 테마 파크와 280m 마천루       |
| 카라토네트                   | 예테보리 | 스웨덴   | 245 m (804 ft)   | 73   | 2021 | 공사중. 주거용 건물 및 호텔   |
| 텔러스 타워                  | 스톡홀름 | 스웨덴   | 237 m (778 ft)   | 75   | 2021 | 주거용 건물                   |
| 데트 스토어 블라             | 포르네부 | 노르웨이 | 200 m (656 ft)   | 60   |      | REV 오션 본사                 |
| 카시오페자                   | 예테보리 | 스웨덴   | 147 m (482 ft)   | 43   | 2024 | 카라스타덴의 주거용 건물 부분 |
| 시티게이트                   | 예테보리 | 스웨덴   | 144 m (472 ft)   | 36   | 2022 | 사무실 건물                   |
| 개클로칸                     | 스톡홀름 | 스웨덴   | 140 m (459 ft)   | 45   | 2022 | 주거용 건물                   |
| +원                          | 예테보리 | 스웨덴   | 140 m (459 ft)   | 40   | 2025 | 스벤스카 마산 호텔            |
| 포스텐스 프레브센터          | 오슬로   | 노르웨이 | 135 m (443 ft)   | 36   | 2023 | 주거 단지                     |
| 아우리가                     | 예테보리 | 스웨덴   | 125 m (410 ft)   | 36   | 2023 | 카라스타덴의 주거용 건물 부분 |
| 피오르드포르텐               | 오슬로   | 노르웨이 | 120 m (394 ft)   | 29   | 2024 | 아마도 호텔                   |
| 파스퇴르 타른                | 코펜하겐 | 덴마크   | 120 m (394 ft)   | ?    |      | 2021년 또는 2020년대 중반     |
| 포스트그룬덴                 | 코펜하겐 | 덴마크   | 115 m (377 ft)   | ?    | 2023 |                               |
| 노라 토르넨                  | 스톡홀름 | 스웨덴   | 110 m (361 ft)   |      |      | 2019년 서양식 건물 완공       |
| 키네움                       | 예테보리 | 스웨덴   | 110 m (361 ft)   | 27   | 2021 | 사무실 건물                   |
| 포인트 힐리                  | 말뫼     | 스웨덴   | 110 m (361 ft)   | 28   |      | 공사중                        |
| 호텔 드라켄                  | 예테보리 | 스웨덴   | 100 m (328 ft)   | 33   | 2022 | 북유럽 초이스                 |
| 노르드브로 (업타운 노레브로) | 코펜하겐 | 덴마크   | 100 m (328 ft)   | 30   | 2019 | 학생 주거 건물                |

스칸디나비아의 건축물 및 구조물 목록
- 터닝 토르소
북위 55° 36′ 48″ 동경 12° 58′ 35″ / 북위 55.61333°  동경 12.97639°
- 스칸딕 빅토리아 타워
북위 59° 24′ 24″ 동경 17° 57′ 27″ / 북위 59.40667°  동경 17.95750°
- 웁살라 대성당
북위 59° 51′ 29″ 동경 17° 38′ 00″ / 북위 59.85806°  동경 17.63333°
- 키스타 사이언스 타워
북위 59° 24′ 07″ 동경 17° 56′ 49″ / 북위 59.402°  동경 17.947°
- 오슬로 플라자
북위 59° 54′ 44.1″ 동경 10° 45′ 18.9″ / 북위 59.912250°  동경 10.755250°
- 포스트지로바이그겟
북위 59° 54′ 42.17″ 동경 10° 45′ 14.38″ / 북위 59.9117139°  동경 10.7539944°
- 크리스찬스보르 궁전
북위 55° 40′ 33″ 동경 12° 34′ 44″ / 북위 55.67583°  동경 12.57889°
- 코펜하겐 시청
북위 55° 40′ 31″ 동경 12° 34′ 13″ / 북위 55.67528°  동경 12.57028°
- 도무스 비스타
북위 55° 40′ 15″ 동경 12° 30′ 1.8″ / 북위 55.67083°  동경 12.500500°
- 니다로스도멘

## 같이 보기
- 스웨덴의 마천루 목록
- 덴마크의 마천루 목록
- 노르웨이의 마천루 목록
- 유럽의 마천루 목록
- 발칸반도의 마천루 목록